# Christian Krattenthaler

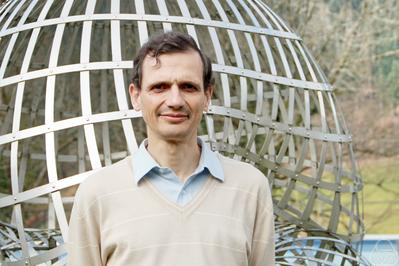
Christian Krattenthaler

Christian Friedrich Krattenthaler (* 8. Oktober 1958 in Wien) ist ein österreichischer Mathematiker. Er ist emeritierter Professor für Diskrete Mathematik mit Schwerpunkt Kombinatorik. Von 2016 bis 2020 war er Dekan der Fakultät für Mathematik der Universität Wien.
Nach seiner Promotion sub auspiciis Praesidentis rei publicae an der Universität Wien 1983 bei Johann Cigler mit der Dissertation Lagrangeformel und inverse Relationen war er an verschiedenen Universitäten tätig, darunter die University of California, San Diego, das Mathematical Sciences Research Institute in Berkeley, die Université Louis Pasteur in Straßburg und die Université Claude Bernard in Lyon, bevor er 2005 als Professor an seine Heimatuniversität berufen wurde. 2024 erfolgte seine Pensionierung.
Sein Spezialgebiet sind Probleme der abzählenden Kombinatorik, wie sie etwa in der Algebra, der Algebraischen Geometrie oder der Zahlentheorie, Informatik oder Statistischer Physik, auftreten.
Im Jahr 1990 gewann er den Förderungspreis der Österreichischen Mathematischen Gesellschaft. 2005 wurde er korrespondierendes Mitglied der Österreichischen Akademie der Wissenschaften. 2007 erhielt er den Wittgenstein-Preis des FWF. Seit 2011 ist er Mitglied der Academia Europaea. Er ist Fellow der American Mathematical Society. 2015 erhielt er einen Docteur honoris causa der Universität Paris-Nord.
Krattenthaler ist auch ausgebildeter Konzertpianist. Er studierte an der (damaligen) Hochschule für Musik und Darstellende Kunst Wien (heute Universität für Musik und darstellende Kunst Wien) Konzertfach Klavier bei Hans Graf und schloss 1986 mit dem Konzertdiplom ab. Er trat bis 1991 als Solist und Kammermusiker auf. Häufige Kammermusikpartner waren Bernhard Biberauer (Violine), Alfred Hertel (Oboe), Peter Siakala (Violoncello), Anton Straka (Violine), Herwig Tachezi (Violoncello) und Thomas C. Wolf (Violine). Krattenthaler beendete 1991 seine Konzerttätigkeit auf Grund eines irreversiblen chronischen Leidens in beiden Händen.